# Nationale Jammarkt
De Nationale Jammarkt wordt sinds 1991 in de Gelderse plaats Neede (gemeente Berkelland) gehouden.
De Nationale Jammarkt houdt de jamgeschiedenis van Neede in herinnering. In het begin van de twintigste eeuw was in het dorp de jamfabriek van  Tuinbouwmaatschappij "Gelderland" gevestigd.
De Jammarkt werd bedacht door gemeentevoorlichter Arjan van Faassen. Tijdens de jaarlijkse markt bieden in het centrum van het dorp zo'n 130 standhouders allerlei binnen- en buitenlandse soorten jam, gelei en marmelade aan en alles wat te maken heeft met het conserveren van vruchten. Er zijn demonstraties, proeverijen en een randprogramma met wedstrijden en muziek. De Jammarkt wordt elk jaar geopend met de presentatie van de nieuwe 'Jamkoningin'. Het evenement trok volgens de organisatoren in 2014 zo'n 35 duizend bezoekers.
De markt vindt plaats op de laatste woensdag van de zomervakantie, tijdens de SEN zomerfeesten.
In 2015 was het 25-jarig jubileum van de Nationale Jammarkt. Met als primeur een Jamkoning. De 1e Jamkoning is Maurice te Spenke uit Neede.